# ゼアラレノン
ゼアラレノン（Zearalenone）とは、マイコトキシン（カビが産生する毒素）の一種であり、(3S,11E)-3,4,5,6,9,10-ヘキサヒドロ-14,16-ジヒドロキシ-3-メチル-1H-2-ベンゾオキサシクロテトラデシン-1,7(8H)-ジオンのことである。CAS登録番号は、17924-92-4。いくつかの別称が存在し、例えばマイコトキシンF2などと呼ばれる場合もある。

## 解説

ゼアラレノンの構造。トリコテセン骨格を持っていないことが見て取れる。

ゼアラレノンは、炭素、酸素と水素のみからなる化合物であり、分子式はC18H22O5、分子量は318.364である
。
主に、Fusarium graminearumやFusarium culmorumなどのフザリウム属に属するカビが産生するマイコトキシンとして知られている

。
フザリウム属のカビが産生する毒素であるため、特に穀物や牧草が、ゼアラレノンに汚染される対象となりやすい

。
フザリウム属に属するカビは、様々な毒素を産生することが知られており、例えば、Fusarium asiaticumならばデオキシニバレノールを産生する。ゼアラレノンを産生するフザリウム属のカビが生育しているということは、他のフザリウム属のカビも生育している可能性が充分に考えられる。そして事実、しばしばゼアラレノンに汚染された穀物や牧草は、デオキシニバレノールなど他のフザリウム属のカビが産生する毒素にも同時に汚染されている例も観察されている

。
なお、フザリウム属のカビが産生する毒素には、しばしばトリコテセン骨格を持つことが知られているものの、このゼアラレノンはトリコテセン誘導体ではない。

## 毒性と規制値
ゼアラレノンの急性毒性は低いとされている

。
しかし、エストロゲン様作用も示すことが知られており、特にゼアラレノンに対して感受性の強いブタでは不妊や流産などの症状が起こり、他にウシやヒツジでも繁殖に障害が出たとの報告も見られる

。
このため、2002年現在、EU諸国やカナダや日本などでは、家畜用の飼料に対して、ゼアラレノン含有濃度に規制値を設けている

。
また、同じく2002年現在、EU諸国などでは、ヒト用の食品に対しても、ゼアラレノン含有濃度に規制値を設けている

。

## 防御法
ゼアラレノンは、熱などに対して安定性が高い。したがって、いったんカビによって作られてしまうと、これを後から除去することは困難であるとされている

。
つまり、ゼアラレノンに汚染されてしまった穀物や牧草はもはや使い物にならず、もしそれを飼料などとして使えば、前述のようにブタが流産するなど、畜産業に打撃を与えうる。したがって、フザリウム属のカビを繁殖させない（ゼアラレノンを産生させない）ための対策を生産や流通の段階で取る必要がある。